# Mancuso (giocatore di calcio a 5)
Mancuso, pseudonimo di Diego Brandão Martins (Rio de Janeiro, 1º giugno 1988), è un giocatore di calcio a 5 brasiliano.

## Palmarès

### Competizioni nazionali
- Campionato portoghese: 1

Benfica: 2014-2015
- Campionato italiano: 2

Luparense: 2016-17
Italservice: 2018-19
- Coppa de Portogallo: 1

Benfica: 2014-2015
- 🇨🇳 China Cup: 1

Wuhan: 2014
- Coppa Italia: 1

Napoli: 2023-24
- Campionato di Serie A2: 1

Maritime: 2017-18 (girone B)
- Coppa Italia di Serie A2: 1

Maritime: 2017-18

. 🇧🇪 Belgian Cup
RSC Anderlech: 2024-2025 

#### Competizioni internazionali
- UEFA Futsal Champions League: 1

Palma: 2022-23